# ناحية ويس (مقاطعة باوي)
ناحية ويس (بالفارسية: بخش ويس) (بالإنجليزية: Veys District)‏ هي ناحية من نواحي مقاطعة باوي، محافظة خوزستان، إيران. بلغ عدد سكانها في إحصاء السكان عام 2006 ميلادية 37,346 نسمة في 6,394 عائلة. يوجد في هذه الناحية مدينة واحدة هي مدينة ويس. ويتبعها قسم ريفي واحد هو قسم ويس الريفي.